# Temis (luna hipotética)
El 28 de abril de 1905, William H. Pickering, que siete años antes había descubierto Foebe, anunció el descubrimiento del décimo satélite de Saturno, al cual bautizó con el nombre de Temis. Las placas fotográficas en las que supuestamente aparecían, trece en total, abarcaron un período comprendido entre el 17 de abril y el 8 de julio de 1904. Sin embargo ningún otro astrónomo ha confirmado posteriormente el anuncio de Pickering.
Pickering calculó la órbita, que mostró una muy alta inclinación (39,1° a la eclíptica), una excentricidad bastante grande (0,23) y un semieje mayor de 1.457.000 km, ligeramente menor que la de Hiperión. El período orbital era de 20,85 días, supuestamente, con movimiento prógrado.
Pickering calculó su diámetro en 38 millas (61 km), pero también dio 42 millas (68 km) para el diámetro de Foebe, que estaba claramente sobreestimando el albedo. Utilizando la estimación moderna de Foebe, Temis tendría un diámetro de 200 km.

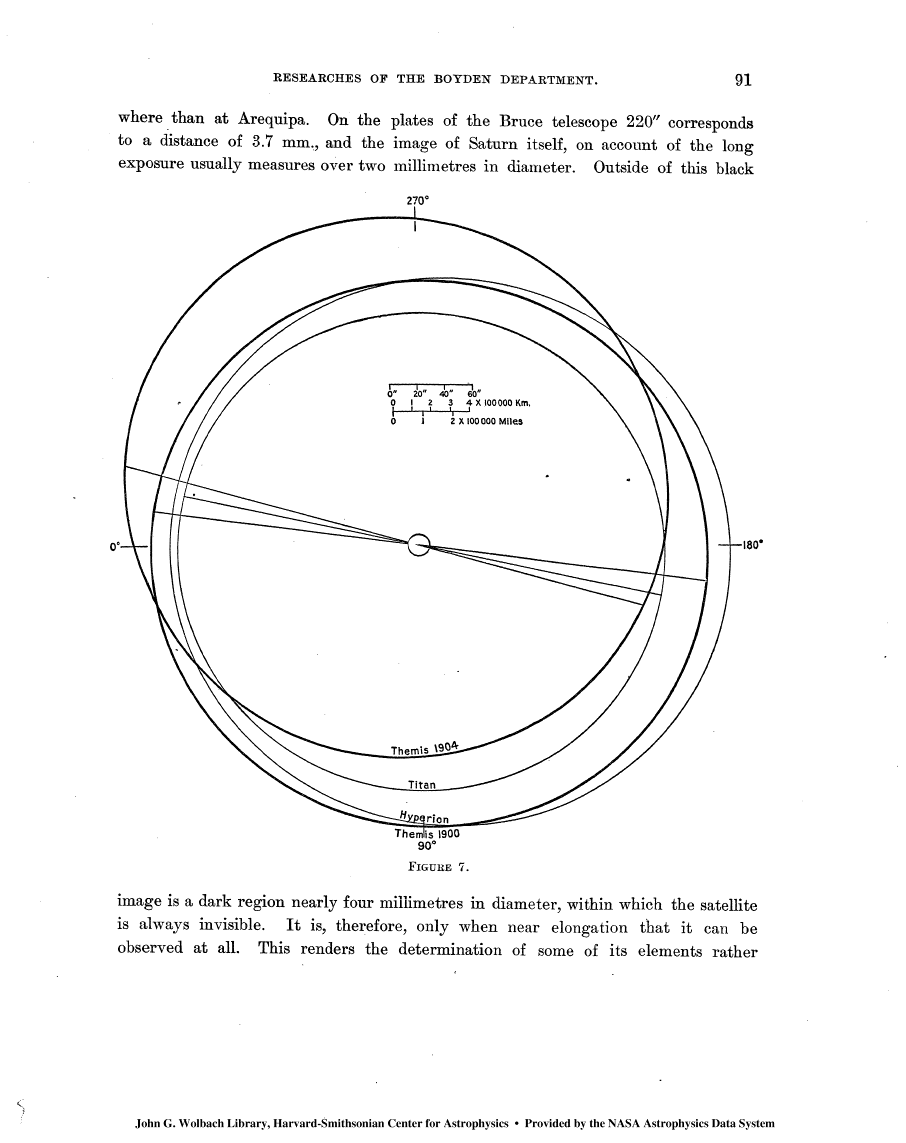
Dos posibles órbitas de Themis, calculadas por WH Pickering

Curiosamente, en abril de 1861, Hermann Goldschmidt creyó también que había descubierto un nuevo satélite de Saturno entre Titán e Hiperión, al que él llamó Quirón. Quirón tampoco existe (sin embargo el nombre fue utilizado más tarde para el cometa/asteroide (2060) Quirón).
Pickering fue galardonado con el Premio Lalande de la Academia Francesa de las Ciencias en 1906 por el "descubrimiento de los satélites noveno y décimo de Saturno".
El décimo satélite real de Saturno (en orden de descubrimiento) fue Jano, que fue descubierto en 1966 y confirmado en 1980. Su órbita está muy lejos de la órbita del supuesto Temis.

## Themis en la ficción
- Philip Latham (seudónimo de Robert S. Richardson), en su novela Hombres desaparecidos de Saturno, escribe que Temis choca con Titán, y se "deshace poco a poco de una vez por todas", según la introducción.
- John Varley, en la novela de ciencia ficción Titan, se encuentra a bordo de una expedición a Saturno. A medida que se acercan al planeta y se preparan para entrar en órbita, el astrónomo descubre una nueva luna. Al principio cree que se ha recuperado la luna perdida de Pickering, por lo que le asigna el nombre Themis.
- Robert Anton Wilson, en la novela Gato de Schrödinger trilogía, hace referencia frecuente a la Luna de Pickering como un satélite que gira en el "sentido contrario" en torno a su planeta.
- En el episodio Crusader Probe Mission de la Serie de terror Analógico Gemini Home Entertainment tiene una Aparición como un Satélite Natural de Saturno Fotografiado por el Satélite Ficticio "Crusader 5" con características físicamente imposibles; como lo es un hueco gigante en su centro.